# God View
God View és una eina que permet a Uber rastrejar a temps real la ubicació dels seus milers de conductors i per conseqüència, dels seus clients. Per a fer-ho, sol·licita als clients que aprovin uns certs permisos: la seva ubicació actual (Wi-fi) i exacta (GPS), el dret a accedir als seus contactes i no permet que el mòbil entri en estat d'espera (per a poder controlar la posició contínuament).
Uber compila un dossier personal per a cada client i registra els viatges que fa. Tot i això, si la base de dades no és segura, aquesta opció no és recomanable. Coneguda al negoci de la seguretat com a <honeypot>, la base de dades d'Uber atrau a tot tipus de públic, des del Govern dels Estats Units fins als pirates informàtics xinesos.

## Escàndol del 2014
El 20 de novembre del 2014 el Fiscal General de Nova York va obrir una investigació contra l'empresa Uber al·legant que els treballadors tenien accés a la geolocalització constant dels seus clients. Durant la investigació, Uber va eliminar totes les informacions personals del localitzador aeri. L'informe afirmava que s'havien rastrejat les localitzacions de personatges destacables com corredors de borsa de Wall Street, celebritats com Beyoncé, el senador Al Franken i diversos banquers. Tot i això, el portaveu d'Uber, Taylor Bennett, no va negar els fets. La companyia, en una publicació en un bloc, va dir que té "una política estricta que prohibeix que tots els empleats de tots els nivells accedeixin a les dades del motorista o del conductor", excepte "un conjunt limitat amb finalitats legítimes comercials".
La liquidació del Fiscal General va requerir a Uber:
- Mantenir i emmagatzemar informació de la ubicació basada en GPS en un entorn protegit amb contrasenya i xifrar la informació quan aquesta estigui en trànsit.
- Limitar l'accés a informació d'ubicació geogràfica als empleats designats amb una finalitat comercial legítima i aplicar aquesta limitació mitjançant controls d'accés tècnics i un procés formal d'autorització i aprovació;
- Realitzar formacions anuals als empleats per a ensenyar als empleats amb alts càrregs i responsabilitats com manejar la informació privada sobre les pràctiques de seguretat de dades d'Uber;
- Mantenir una secció independent de la seva política de privadesa orientada al consumidor que descriu les seves polítiques sobre informació de la localització recollida dels motoristes.
- Adoptar les principals pràctiques de protecció de seguretat de dades per protegir la informació personal dels seus motoristes; designar un o més empleats per coordinar i supervisar el seu programa de privadesa i seguretat; i realitzar avaluacions periòdiques de l'efectivitat dels controls i procediments interns d'Uber relacionats amb la seguretat d'informació privada i informació de geolocalització i la implementació d'actualitzacions d'aquests controls en funció d'aquestes avaluacions;
- Adoptar l'autenticació de diversos factors que seria necessària abans que qualsevol empleat pogués accedir a informació personal especialment sensible, així com a altres pràctiques de seguretat de dades importants.
- Pagar una penalització de 20.000 dòlars per no comunicar puntualment els conductors sobre l'incompliment de dades el setembre del 2014.[3]

## Canvis de la política de privadesa
El 2015, Uber va canviar diverses polítiques de privacitat, en algunes ocasions en detriment del consumidor. Ara la companyia recopila dades de geolocalització de tots els ususaris d'Estat Units, fins i tot quan l'aplicació està en segon pla i tot i que les comunicacions per satèl·lit i de la xarxa mòbil estiguin apagades, Uber ha comunicat que utilitzarà les connexions Wi-fi i les direccions IP per a rastrejar els usuaris no connectats. Es podria imaginar que Uber donaria als seus clients el dret a eliminar informacions de seguiment, però no és el cas.
Els representants d'Uber afirmen que l'empresa actualment no recopila aquest tipus de dades dels clients. Tot i això, al incloure en la seva política de privacitat la recopilació de dades, que els usuaris existents ja van acceptar i els nous usuaris han d'acceptar, la companyia s'assegura de poder implementar aquestes accions en qualsevol moment, i l'usuari no tindrà cap compensació.